# Villar de la Encina
Villalgordo del Marquesado és un municipi de la província de Conca, a la comunitat autònoma de Castella-La Manxa.